# Огродники (гміна Хорощ)
Огродники (пол. Ogrodniki) — село в Польщі, у гміні Хорощ Білостоцького повіту Підляського воєводства.
Населення — 82 особи (2011).
У 1975-1998 роках село належало до Білостоцького воєводства.

## Демографія
Демографічна структура станом на 31 березня 2011 року:
|          | Загалом | Допрацездатний вік | Працездатний вік | Постпрацездатний вік |
| -------- | ------- | ------------------ | ---------------- | -------------------- |
| Чоловіки | 38      | 10                 | 25               | 3                    |
| Жінки    | 44      | 7                  | 26               | 11                   |
| Разом    | 82      | 17                 | 51               | 14                   |